# Mar de Grises
Mar de Grises (с исп. — «Море серое») — чилийская  дум-дэт-метал-группа, созданная в 2000 году.

## История
Музыканты впервые познакомились во время учёбы в университете. Записав своё первое Demo в 2002 году, группа подписывает контракт с финским лейблом Firebox Records.
В 2005 году группа записывает дебютный альбом The Tatterdemalion Express.
В 2006 году вокалист Марсело Родригез покинул группу и вместо него в качестве вокалиста был взят Хуан Эскобар.
В 2008 году группа записывает второй альбом Draining the Waterheart. В том же году они отправляются в свой второй европейский тур, в рамках которого они дали 20 концертов в 10 странах (в Португалии, Испании, Франции, Нидерландах, Германии, Чехии, Словакии, Швейцарии, Бельгии и Финляндии).
В 2009 году группа записывает третий альбом First River Regards.
В 2010 году Mar de Grises подписывает контракт с лейблом Season of Mist и выпускает на нём четвёртый альбом Streams Inwards.
В 2013 году группа решает закончить деятельность.

## Состав
- Родриго Моррис (гитара)
- Серхио Альварес (гитара)
- Алехандро Арсе (ударные)

### Бывшие участники
- Хуан Эскобар (вокал, клавишные)
- Марсело Родригес (вокал)
- Эрумор В. (гитара)
- Родриго Гальвес (бас-гитара)

## Дискография
- 2002 — Demo 2002
- 2004 — The Tatterdemalion Express
- 2008 — Draining the Waterheart
- 2009 — First River Regards
- 2010 — Streams Inwards